# بیسئولسان
بیسئولسان (به لاتین: Biseulsan) یک کوه در کره جنوبی است که در Gyeongsangbuk-do, South Korea واقع شده‌است. بیسئولسان ۱٬۰۸۴ متر بالاتر از سطح دریا واقع شده‌است.